# Westendorf 52

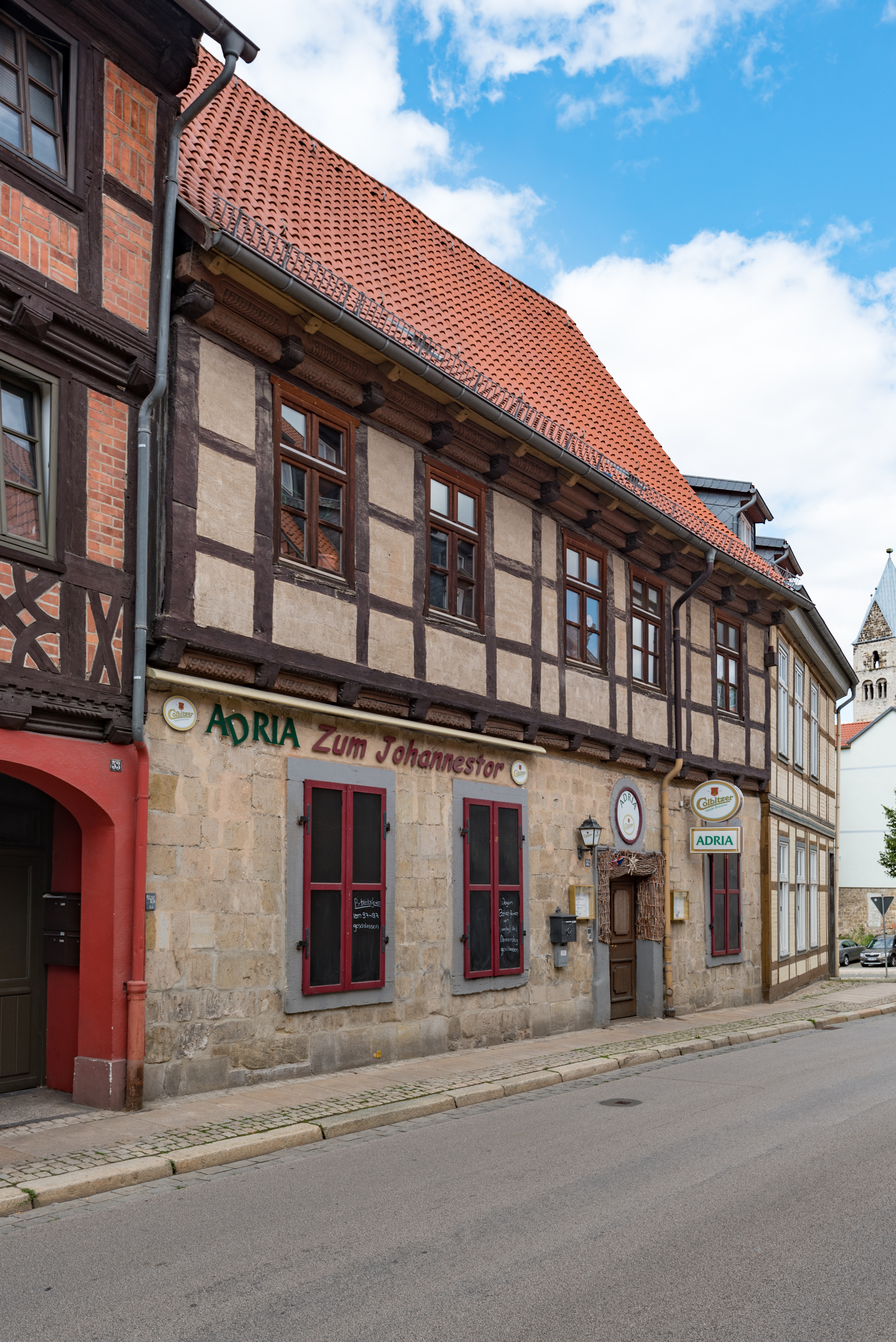
Westendorf 52, Blick von Südwesten, 2017

Haus Westendorf 52 (links) auf einer Aufnahme von Sigurd Curman, 1907

Das Gebäude Westendorf 52 ist ein denkmalgeschütztes Haus in Halberstadt in Sachsen-Anhalt.

## Lage
Es steht in der Halberstädter Altstadt auf der Nordseite der Straße Westendorf, westlich der Liebfrauenkirche. Etwas weiter östlich mündet die Straße Grudenberg von Norden her ein. Westlich grenzt das gleichfalls denkmalgeschützte Haus Westendorf 53 an.

## Architektur und Geschichte
Das zweigeschossige, traufständige Fachwerkhaus, dessen Erdgeschoss aber in massiver Bauweise ausgeführt ist, wurde gegen Ende des 16. Jahrhunderts errichtet. Am Fachwerk finden sich die für die Bauzeit typischen Zierformen wie Walze und Taustab. Der Eingangsbereich ist in barocker Form gestaltet und wird von einem Ochsenauge bekrönt.
Im Denkmalverzeichnis für die Stadt Halberstadt ist es als Wohnhaus unter der Erfassungsnummer 094 02807 als Baudenkmal eingetragen.
Anfang des 20. Jahrhunderts befand sich in dem Gebäude die Korn- und Mehl-Handlung Gustav Knauert. Heute (Stand 2017) wird das Erdgeschoss gastronomisch genutzt.